# Jiz Lee

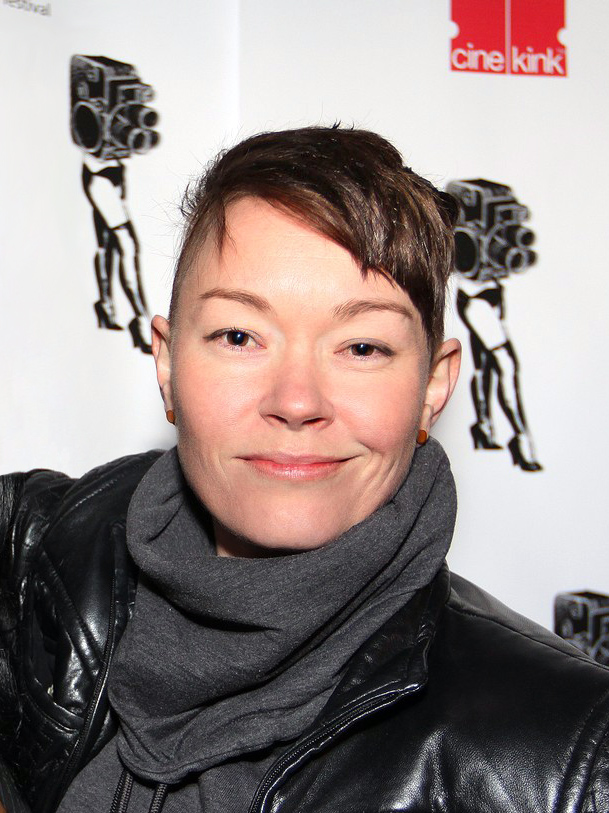
Jiz Lee bei den CineKink Awards 2013

Jiz Lee (geboren 30. Oktober 1980 in Hawaii) ist US-amerikanischer Nationalität und schauspielerisch tätig, mit einem Schwerpunkt in der Pornofilmindustrie. Seit einem Coming-out im Jahr 2010 versteht sich Jiz Lee öffentlich als genderqueer. Beide Themenfelder verbindet Lee darüber hinaus im queerpolitischen Sinne publizistisch und in zahlreichen öffentlichen Vorträgen.

## Leben
Über Jiz Lees Geburtsnamen ist nichts bekannt. Wie Lee im Jahr 2014 in einem Vortrag auf der 5th Annual Five College Queer Gender & Sexuality Conference am Hampshire College in Amherst ausführte, ist Jiz Lee ein Pseudonym. Der Vorname Jiz beziehe sich dabei auf die weibliche Ejakulation unter Rückgriff auf den amerikanischen Slangausdruck jizz (eng. = Ejakulat). Weitere Pseudonyme, die Lee in Filmen nutzte, lauten Beau Flex, Jiz und Vasa.
Lee absolvierte das Mills College in Oakland, Kalifornien und hat eine Tanzausbildung. Einen Grundstein für die spätere Karriere in der Pornofilmbranche stellte laut Lee die Mitarbeit beim 1996 in San Francisco gegründeten Dandelion Dancetheater dar, zu dessen Ensemble Lee vor Beginn der späteren Filmkarriere gehörte. In einer Reportage des Hyphen-Magazins spricht Lee darüber, in Aufführungen mit der Tanztheatergruppe nackt vor Publikum getanzt und sich damit sehr wohlgefühlt zu haben.
Lee sagt von sich, als Kind und Jugendliche „schon immer ein Tomboy“ gewesen zu sein und sich heute als weder männlichen noch weiblichen Geschlechts zu verstehen, sondern als nichtbinär. Lee beansprucht, in geschlechtsneutraler Weise mit dem singularen Fürwort they bezeichnet zu werden. Dies ist im Deutschen unübersetzbar, jedoch wird das zusammengesetzte Fürwort sier anstelle binärer Bezeichnung wie sie oder er als Alternative vorgeschlagen. In der Freizeit trainiert Lee für die Teilnahme an Triathlons wie dem Ironman Hawaii. Anlass für die Beschäftigung mit der Sportart sei der Tod eines engen Freundes gewesen, so Lee im Arte-Interview.
Mit den Filmkolleginnen Syd Blakovich und Dallas hatte Lee auch private Beziehungen. Mit Blakovich gab es darüber hinaus eine vierjährige Zusammenarbeit bei dem Performanceprojekt Twincest von 2004–2009.

## Werk
Steve Javors vom AVN Magazine würdigte Jiz Lee als „einen der ganz großen Stars am Queer-Porn-Filmset“.
Lees pornografisches Leinwanddebüt fand 2005 statt, mit dem Film The Crash Pad von Shine Louise Houston für deren Produktionsfirma Pink & White Productions. Lee drehte ursprünglich nur mit Personen, mit denen auch eine private sexuelle Beziehung bestand, in diesem Fall als Co-Star der seinerzeitigen Lebenspartnerin Syd Blakovich. Bis heute hat Lee zahlreiche Szenen mit Spielpartnerinnen und -partnern gedreht, von denen Lee sagt, in sie „verknallt“ zu sein, was die Besonderheit dieser Szenen ausmache, insbesondere im Vergleich zum Mainstream-Porno. Weitere Arbeiten mit der Produktionsfirma Pink & White Productions und unter Regie von Shine Louise Houston folgten, so u. a. Superfreak, Snapshot und weitere Teile der Crash-Pad-Reihe.
Aufgrund der langjährigen Verbundenheit mit der Produktionsfirma, die von Regisseurin Shine Louise Houston geleitet wird, übernahm Jiz Lee 2013 die Leitung des Online-Marketings bei Pink & White Productions.
Lee hat es sich zur Regel gemacht, bei Pornofilmen nur mit Regisseurinnen und Regisseuren zu arbeiten, mit denen vor Drehbeginn ein persönliches Kennenlernen erfolgte und ausschließlich in Produktionen zu spielen, in denen die Darstellenden selbstbestimmt und auf Augenhöhe agieren, im Sinne des soziologischen Begriffs der „Agency“.
Neben Pornofilmen war Lee auch in anderen renommierten Spielfilm- und Serienprojekten zu sehen, die Themen aus dem queeren Spektrum behandeln, u. a. in Mommy is Coming der amerikanischen Regisseurin Cheryl Dunye, mit einer wiederkehrenden Rolle als Domina Pony in der Serie Transparent sowie in Sense8, der Science-Fiction-Serie der Produzentinnen Lana und Lilly Wachowski, die z. T. auch Regie führten.
Die Erfahrungen in der Pornobranche verarbeitet Lee auch in akademischen Beiträgen zum Themenspektrum Feminismus und Pornografie sowie im Buchprojekt Coming Out Like a Porn Star, das im Jahr 2015 erschien. Es versammelt Beiträge von Protagonistinnen und Protagonisten der Pornobranche, inspiriert von Lees Ängsten und Blockaden, sich gegenüber der eigenen Familie zur Tätigkeit in der Erotikindustrie zu bekennen. Der Kritiker Rich Moreland beschrieb das Buch als „Lektion im Umgang mit Sozialverhalten und Vorurteilen“. Für Lynn Comella ist das Buch „ein Beleg für die Kraft des Erzählens und für die Bedeutung, die diese hat, wenn Sexarbeiterinnen und -arbeiter ihre Geschichten mit eigenen Worten erzählen.“

## Politischer Aktivismus
Lee beschreibt sich selbst als „lustaktivistisch“ (engl. pleasure activist). Dazu gehört das Fundraising-Projekt Karma Pervs, das über die Versteigerung von künstlerisch-erotischen Werken Spenden für Belange von Sexarbeiterinnen sammelt. Jiz Lee gilt als wegbereitend für die visuelle und inhaltliche Entwicklung des Genres Queere Pornografie, und spielt daneben eine bedeutende Rolle für die Sichtbarkeit genderqueerer Personen im Pornofilm. Daneben hat Lee auch zur Weiterentwicklung des feministischen Pornofilms und der Darstellung weiblicher Pornografie im Film beigetragen. Lee wehrt sich allerdings gegen das Label Feministische Pornografie mit der Begründung, die Begrifflichkeit wecke den Anschein, dass Pornografie nicht vom Grundsatz her aus sich selbst heraus bereits feministisch sein könne.
Darüber hinaus spricht sich Lee für faire Produktionsbedingungen in der Pornofilmindustrie wie auch für ethische Grundsätze seitens der Konsumierenden aus, mit einem besonderen Schwerpunkt im Bereich der Arbeitsschutzrechte und sexuellen Selbstbestimmung von Pornodarstellerinnen und -darstellern.
In zahlreichen Interviews und Artikeln äußerte sich Lee zu feministischen, queeren und Transthemen, insbesondere natürlich in Bezug auf die Pornoindustrie. Lee wurde darüber hinaus von akademischen Institutionen zu Gesprächen und Vorträgen über queere Sexualität und Erfahrungen in der Pornoindustrie eingeladen, etwa an die Stanford University und an die University of California, Berkeley.

## Filmografie (Auswahl)

### Spielfilme
- 2006: The Crash Pad
- 2007: Superfreak
- 2007: Search of the Wild Kingdom
- 2007: CrashPad Series Volume 1
- 2008: Lesbian Life Real Sex San Francisco
- 2008: CrashPad Series Volume 2
- 2008: CrashPad Series Volume 4
- 2009: Champion: Love Hurts
- 2009: Strapped Dykes
- 2009: CrashPad Series Volume 6
- 2010: Adult Entertainment Expo '10
- 2010: The Expert Guide to Female Orgasms
- 2010: Rough Sex #2
- 2010: Taxi 1
- 2010: Doppelgänger
- 2011: Cherry 2
- 2011: Lesbian Sex 2
- 2011: Rough Sex 3: Adrianna's Dangerous Mind
- 2011: Sinderella & Me
- 2011: Women Seeking Women 75
- 2011: Roulette Toronto
- 2011: Vicarious: So Close You Can Taste It
- 2011: Taxi 2
- 2012: Cherry – Wanna Play?
- 2012: Mommy Is Coming
- 2012: Biodildo
- 2012: Expert Guide to Pegging
- 2012: Fuckstyles of the Queer and Famous
- 2013: La Bamba 2: Hell Is a Drag
- 2013: Girl/Boy
- 2013: Tombois 2
- 2013: Strapped Dykes 2
- 2013: One Night Stand
- 2014: The Image Revolution
- 2014: Fucking Mystic
- 2014: Black Is Blue
- 2014: Domestic Disco
- 2015: All of Her
- 2015: Graphic Depictions
- 2015: Float
- 2015: If Not Now (I)
- 2015: Closer (II)
- 2015: Gender Flux
- 2016: Snapshot (I)
- 2016: Girl/Boy 2
- 2017: Adam & Eve's Short Stories
- 2018: Gamer Girls

### Serien
- 2009–2012: Public Disgrace. Episoden: Dia Zerva live at the Armory! und All Girl Public Disgrace with Penthouse Pet
- 2011: Rated A for Adult (Dokumentarreihe)
- 2015–2016: Transparent als Domina Pony.
- 2015: Kink University. Episode: Initiation to BDSM: Consent, Negotiation & Aftercare

### Dokumentarfilme
- 2011: Warren Ellis: Captured Ghosts, Regie: Patrick Meaney
- 2011: What Makes Us Queer
- 2015: Identity: In & Beyond The Binary, Regie: Dave Naz
- 2016: Porn on the Prairie
- 2019: Morgana

## Publikationen
- They came to see the [queer] porn star talk. In: Porn Studies. Bd. 2, Heft 2–3, Taylor & Francis, London 2015, ISSN 2326-8743, S. 272–274.
- Jiz Lee und Rebecca Sullivan: Porn and labour: the labour of porn studies. In: Jiz Lee und Rebecca Sullivan (Hrsg.): Porn Studies, Bd. 3, Heft 2, Taylor & Francis, London 27. Juli 2016, ISSN 2326-8743, S. 104–106. Online-Ausgabe
- Uncategorized: Genderqueer Identity and Performance in Independent and Mainstream Porn. In: Tristan Taormino (Hrsg.): The Feminist Porn Book: The Politics of Producing Pleasure. The Feminist Press at CUNY, New York 2013, ISBN 978-1-55861-818-3, S. 273–278.
- als Hrsg.: Coming Out Like a Porn Star: Essays on Pornography, Protection, and Privacy. ThreeL Media, Los Angeles 2015, ISBN 978-0-9905571-6-6.
- als Fotomodell: Dave Naz: Genderqueer: And Other Gender Identities. Rare Bird Books, Los Angeles 2014, ISBN 978-1-940207-26-1.

## Preise und Nominierungen
- 2010 nominiert: AVN Award, Kategorie Best New Web Starlet
- 2012 nominiert: AVN Award, Kategorie Best All-Girl Group Sex Scene für Taxi 2
- 2012 nominiert: AVN Award, Kategorie Best Girl/Girl Sex Scene für Cherry 2
- 2012 nominiert: Feminist Porn Award
- 2014 nominiert: AVN Award, Kategorie Best Safe Sex Scene für Girl/Boy
- 2015 PorYes-Award für Champion[27]
- 2015 Feminist Porn Award in der Kategorie Sexiest Star Feature für JL + DD: Jiz Lee and Danni Daniels[28]